# NGC 2804
NGC 2804 = IC 2455 ist eine linsenförmige Galaxie mit aktivem Galaxienkern vom Hubble-Typ S0 im Sternbild Krebs auf der Ekliptik. Sie ist schätzungsweise 367 Millionen Lichtjahre von der Milchstraße entfernt und hat einen Durchmesser von etwa 155.000 Lj.

Im selben Himmelsareal befinden sich die Galaxien NGC 2801, NGC 2807, NGC 2809, IC 2457.
Das Objekt wurde am 24. Februar 1827 von dem britischen Astronomen John Herschel entdeckt und als NGC 2804 eingetragen. Es wurde am 9. April 1896 von Stéphane Javelle wiederentdeckt und als IC 2455 gelistet.